# Alexandra Stewart
Alexandra Stewart (Montreal, 10 de junio de 1939) es una actriz canadiense.

## Biografía
Nacida en Montreal, Quebec, Alexandra Stewart se mudó a París, Francia en 1958 para estudiar arte. Un año después realizó su debut cinematográfico en la película Les Motards, y desde entonces ha aparecido en una gran cantidad de producciones en francés, inglés e incluso español.
También ha actuado en series de televisión, entre las que destacan Les Jeux de 20 heures y L'Académie des neuf. Realizó cameos en producciones internacionales como Highlander: The Series, El santo y Danger Man, además de interpretar el papel de Emma en la película de suspenso colombiana La cara oculta, del director Andi Baiz. En 2004 hizo parte del jurado en el Festival Internacional de Cine de Chicago.
Stewart tiene una hija llamada Justine con el renombrado director francés Louis Malle.

## Filmografía
- 1956: Women's Club, de Ralph Habib
- 1958: Les Motards, de Jean Laviron
- 1959: Le Bel âge, de Pierre Kast
- 1960: Tarzan the Magnificent
- 1960: Trapped by Fear
- 1960: Exodus, de Otto Preminger
- 1961: Une grosse tête, de Claude de Givray
- 1961: Les Mauvais Coups
- 1961: The End of Belle
- 1962: Climats, de Stellio Lorenzi
- 1963: Dragées au poivre, de Jacques Baratier
- 1963: Le Feu follet, de Louis Malle
- 1963: Thank You, Natercia
- 1965: Sie nannten ihn Gringo, de Roy Rowland
- 1965: Mickey One, de Arthur Penn
- 1965: Thrilling, de Ettore Scola
- 1967:  Maroc 7, de Gerry O'Hara
- 1967: La mariée était en noir, de François Truffaut
- 1968: Only When I Larf, de Basil Dearden
- 1968: L'Écume des Jours
- 1969: Waiting for Caroline, de Ron Kelly
- 1969: Bye bye, Barbara
- 1969: Umano, non umano
- 1970: Slap in the Face, de Rolf Thiele
- 1970: The Man Who Had Power Over Women, de John Krish
- 1971: Zeppelin, de Etienne Périer
- 1972: Day for Night',' de François Truffaut
- 1972: Because of the Cats, de Fons Rademakers
- 1974: Bingo, de Jean-Claude Lord
- 1974: The Marseille Contract, de Robert Parrish
- 1975: Black Moon, de Louis Malle
- 1977: The Uncanny, de Claude Héroux
- 1977: Good-bye, Emmanuelle, de François Leterrier
- 1978: La petite fille en velours bleu, de Alan Bridges
- 1978: In Praise of Older Women, de George Kaczender
- 1980: Agency, de George Kaczender
- 1980: Phobia, de John Huston
- 1981: Les Uns et les autres, de Claude Lelouch
- 1981: The Last Chase, de Martyn Burke
- 1981: Madame Claude 2, de François Mimet
- 1982: Femmes, de Tana Kaleya y Deva Tanmayo[6]
- 1984: Charlots Connection, de Jean Couturier
- 1984: The Blood of Others, de Claude Chabrol
- 1986: Under the Cherry Moon, de Prince
- 1987: Frantic, de Roman Polanski
- 1988: The Passenger - Welcome to Germany
- 1989: Les Jeux de société
- 1990: Monsieur, de Jean-Philippe Toussaint
- 1994: Le Fils de Gascogne, de Pascal Aubier
- 1996: Seven Servants, de Daryush Shokof
- 1999: La Candide Madame Duff, de Jean-Pierre Mocky
- 2000: Sous le sable, de François Ozon
- 2001: Fifi martingale de Jacques Rozier
- 2004: Mon petit doigt m'a dit..., de Pascal Thomas
- 2007:  Fallen Heroes
- 2011:  La cara oculta, de Andi Baiz
- 2015:  Valentin Valentin, de Pascal Thomas
- 2015:  La duchesse de Varsovie